# 안녕하세요 (드라마)
《안녕하세요》는 1981년 1월 10일부터 같은 해 7월 12일까지 방영된 문화방송 주말연속극으로, 둘째 아들의 결혼으로 며느리의 동생들까지 한집에서 살면서 일어나는 에피소드를 코믹하게 엮은 홈 드라마다.

## 등장 인물
- 김무생(아버지)
- 전운(삼촌)
- 나문희(고모)
- 한인수(고모부)
- 조경환(태준) : 맏아들
- 이정길(둘째)
- 임채무(셋째)
- 윤순홍(막내)
- 이미숙(은희) : 둘째 며느리
- 정애리(은숙) : 은희 동생
- 한미영(은애) : 은희의 막내동생[2]
- 김보경, 박원숙, 이미영, 이운우, 김경진

## 편성 변경(1981년)
- 2월 21일 : 대통령 선거 방송 (국민당) 방송으로 앞당겨 저녁 6시 45분부터 방영
- 3월 21일 : 슈퍼스타 남자배구 〈한국 VS 일본〉 중계방송으로 앞당겨 저녁 6시 45분부터 방영
- 3월 22일 : 《수사반장》 500회 특집 〈사천만의 눈동자〉 방송으로 앞당겨 저녁 6시 45분부터 방영
- 4월 12일 : 특집 MBC 뉴스센터 〈콜럼비아호 발사〉 실황중계 방송으로 앞당겨 저녁 6시 50분부터 방영
- 5월 23일 : 1981 서울국제가요제 방송으로 결방